# Carbokation
Als Carbokation werden in der organischen Chemie Kohlenwasserstoff-Moleküle bezeichnet, die ein positiv geladenes Kohlenstoffatom besitzen. Bei diesen Molekülen wird zwischen den klassischen Carbokationen mit drei Substituenten und den nichtklassischen Carbokationen mit fünf Substituenten unterschieden. Carbokationen mit einem dreifach koordinierten Kohlenstoffatom werden als Carbeniumionen bezeichnet (+CR3; R steht für einen organischen Rest). Die anderen werden Carboniumionen genannt. Dies sind Kationen mit einem fünffach koordinierten Kohlenstoffatom (z. B. +CR5). Der Begriff  Carbokation wurde von George A. Olah eingeführt, Pionierarbeiten dazu stammen von Hans Meerwein (ab 1922).
Carbeniumionen kommen in der organischen Chemie als Zwischenprodukte bei sogenannten SN1-Reaktionen und bei E1-Reaktionen vor. Reaktionen mit SN1-Mechanismus gehören zu den nukleophilen Substitutionen, Reaktionen mit E1-Mechanismus gehören zur Klasse der Eliminierungsreaktionen. Carbeniumionen sind sp2-hybridisiert und somit trigonal-planar.
Der nukleophile Angriff erfolgt auf das leere pz-Orbital des Kohlenstoffes. Dieses steht senkrecht (im rechten Winkel) zu den 3 Hybrid-Orbitalen, wodurch ein weiterer Substituent von oben oder auch von unten angreifen kann. Im Allgemeinen laufen SN1-Reaktionen daher nicht stereoselektiv ab.
Ein Carbeniumion ist ein dreibindiger Kohlenstoff, der ein Elektronensextett besitzt.
Nach der Anzahl der organischen Reste wird zwischen primären (+CH2R), sekundären (+CHR2) und tertiären Carbeniumionen (+CR3) unterschieden. Die Stabilität der Carbokationen nimmt durch so genannte I-Effekte und Hyperkonjugation mit der Anzahl der Reste von primär nach tertiär zu.
Carboniumionen hingegen kommen nur als theoretischer Zwischenzustand bei der SN2-Reaktionen vor. Hierbei wird das ehemalige Nucleophil des Kohlenstoffatoms durch einen Rückseitigen Angriff des neuen Nucleophils abgedrängt, wodurch dieses fünfbindige Carboniumion als Zwischenzustand entsteht.  